# The Hunt (televisieprogramma)
The Hunt was een reality-spelshow van Veronica, ontwikkeld door Rolf Wouters.

## Format
Een groep deelnemers (de prooien) moeten ongezien en lopend van locatie A naar locatie B zien te geraken. Hierbij nemen ze met camera's die ze bij zich hebben alles op waar ze lang lopen. De hunters (jagers) zijn de buitenwereld en die kunnen de deelnemers op hun weg onderscheppen. Wie hen met een videocamera betrapt(hunt), krijgt 3000 gulden die afgetrokken wordt van het prijzengeld van de deelnemers, die startten met een prijzenpot van 90.000 gulden. De deelnemers ontvangen als ze op locatie B zijn aangekomen, het overgebleven geld van deze prijzenpot.
Het programma begon origineel op internet in 1999/2000, maar door de populariteit daar, werd de 2e serie in begin 2001 ook uitgezonden op Veronica. Ook het 3e seizoen werd in eind 2001 op televisie uitgezonden. In 2005 leek het erop dat Talpa een 4e seizoen van The Hunt wilde maken, maar dat ging niet door.